# Visszhang (település)
Visszhang (1899-ig Szetyechó, szlovákul: Setechov) Trencsénpéteri településrésze, korábban önálló község Szlovákiában, a Zsolnai kerületben, a Nagybiccsei járásban.

## Fekvése
Nagybiccsétől 6 km-re északnyugatra, Trencsénpéteri központjától kb. 2 km-re nyugatra fekszik.

## Története
Visszhang (Szetechó) település Trencsénpéteri határában keletkezett, 1592-ben „Szetechow” alakban említik először. A nagybiccsei uradalomhoz tartozott. 1598-ban 8 ház állt a településen. 1784-ben 134 házában 692 lakos élt.
A 18. század végén Vályi András így ír róla: „SZETYECHOV. Tót falu Trentsén Várm. földes Ura H. Eszterházy Uraság, lakosai katolikusok, fekszik Petroviczhoz nem meszsze, és annak filiája; határja hegyes, és néhol közép termésű.”
1828-ban 128 háza és 539 lakosa volt. Lakói főként mezőgazdasággal foglalkoztak.
Fényes Elek 1851-ben kiadott geográfiai szótárában így ír a faluról: „Szetyechov, tót falu, Trencsén vmegyében, a bicsei uradalomban 474 kath. lak. Lakosai sok sindelyt, léczet készitnek. F. u. h. Eszterházy. Ut. p. Zsolna.”
1910-ben 308, túlnyomórészt szlovák lakosa volt. A trianoni békéig Trencsén vármegye Nagybiccsei járásához tartozott.
1960-ban csatolták Trencsénpéterihez.

## Nevezetességei
- A Segítő Szűzanya tiszteletére szentelt kápolnája 1992-ben épült.

## Külső hivatkozások
- Visszhang Szlovákia térképén

## Lásd még
- Trencsénpéteri